# Laranjeiras Esporte Clube
Laranjeiras Esporte Clube é uma agremiação esportiva, fundada a 22 de fevereiro de 2008, e sediado na cidade de Laranjeiras, no estado de Sergipe, Brasil. Suas cores são branco, vermelho e preto.

## História
No mesmo ano em que foi criado, disputou o Campeonato Sergipano de Futebol Série A2, terminando entre os últimos colocados. No ano seguinte, chegou às semifinais do certame, perdendo a vaga na decisão para o Riachuelo.
Em 2011, após uma consistente campanha na 1ª fase do Série A2, sucumbiu na fase seguinte ao Sete de Junho e ao Lagarto, ficando em 3º lugar na competição e chegando muito perto de subir à elite do futebol sergipano.
Em 2012 prometia vir com a mesma garra do ano anterior, com a consciência de não perder o foco nas fases finais e atingir a meta de subir à elite do futebol local pelo acesso ao Sergipão 2013, mas ficou na 8ª posição.

## Desempenho em competições oficiais
Campeonato Sergipano (Série A2)
| Ano  | 2000 | 2001 | 2002 | 2003 | 2004 | 2005 | 2006 | 2007 | 2008 | 2009 |
| Pos. | —    | —    | —    | —    | —    | —    | —    | —    | 7º   | 4º   |
| Ano  | 2010 | 2011 | 2012 | 2013 |      |      |      |      |      |      |
| Pos. | 7º   | 4º   | 8º   |      |      |      |      |      |      |      |
| ---- | ---- | ---- | ---- | ---- | ---- | ---- | ---- | ---- | ---- | ---- |